# Otdelénie Nº 2 sovkhoza Rossiïski
Otdelénie Nº 2 sovkhoza Rossiïski (en rus: Отделение № 2 совхоза «Российский») és un poble de l'óblast d'Omsk, a Rússia, que en el cens del 2010 tenia 114 habitants. Pertany al districte rural de Mariànovka.